# Chełm (gmina)
Pour les articles homonymes, voir Chełm (homonymie).
Chełm est une gmina rurale (gmina wiejska) de la powiat de Chełm, dans la Voïvodie de Lublin, dans l'est de la Pologne.
Son siège administratif (chef-lieu) est le village de Pokrówka, qui se situe environ 7 kilomètres au sud-ouest de Chełm (siège du powiat) et 64 kilomètres à l'est de la capitale régionale Lublin (capitale de la voïvodie).
La gmina couvre une superficie de 221,82 km2 pour une population de 12 602 habitants en 2006.

## Histoire
De 1975 à 1998, la gmina est attachée administrativement à la voïvodie de Chełm.

Depuis 1999, elle fait partie de la voïvodie de Lublin.

## Géographie
La gmina inclut les villages et localités de :

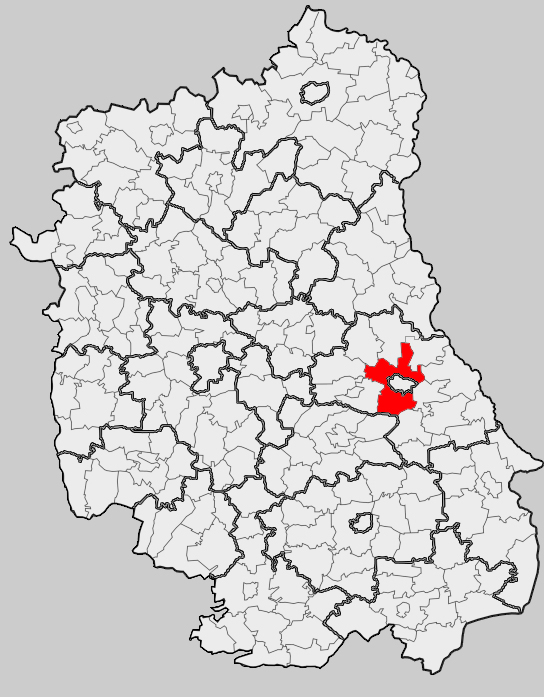
Position de la gmina dans la voïvodie

- Antonin
- Depułtycze Królewskie
- Depułtycze Królewskie-Kolonia
- Henrysin
- Horodyszcze
- Horodyszcze-Kolonia
- Janów
- Józefin
- Koza-Gotówka
- Krzywice
- Krzywice-Kolonia
- Nowe Depułtycze
- Nowiny
- Nowosiółki
- Nowosiółki-Kolonia
- Ochoża-Kolonia
- Okszów
- Okszów-Kolonia
- Parypse
- Podgórze
- Pokrówka
- Rożdżałów
- Rożdżałów-Kolonia
- Rudka
- Srebrzyszcze
- Stańków
- Stare Depułtycze
- Staw
- Stołpie
- Strupin Duży
- Strupin Łanowy
- Strupin Mały
- Tytusin
- Uher
- Weremowice
- Wojniaki
- Wólka Czułczycka
- Zagroda
- Zarzecze
- Zawadówka
- Żółtańce
- Żółtańce-Kolonia

### Gminy voisines
La gmina de Chełm est voisine de:

la ville de :
- Chełm

et des gminy suivantes :
- Dorohusk
- Kamień
- Leśniowice
- Rejowiec
- Ruda-Huta
- Sawin
- Siedliszcze
- Siennica Różana
- Wierzbica

## Structure du terrain
D'après les données de 2002, la superficie de la commune de Chełm est de 221,82 kilomètres carrés, répartis comme telle :
- terres agricoles : 67 %
- forêts : 20 %

La commune représente 12,46 % de la superficie du powiat.

## Démographie
Données du 30 juin 2004:
| Description        | Total  | Total | Femmes | Femmes | Hommes | Hommes |
| ------------------ | ------ | ----- | ------ | ------ | ------ | ------ |
| Unité              | Nombre | %     | Nombre | %      | Nombre | %      |
| Population         | 12 525 | 100   | 6 372  | 50,9   | 6 153  | 49,1   |
| Densité (hab./km²) | 56,5   | 56,5  | 28,7   | 28,7   | 27,7   | 27,7   |